# Dolors Oller i Rovira
Dolors Oller i Rovira (Girona, 15 de maig de 1942) és una escriptora, crítica literària i professora de literatura catalana. És llicenciada en Filosofia i lletres, amb doctorat en filologia romànica. Ha estat catedràtica de Teoria de la Literatura a la Universitat Pompeu Fabra, on va tenir entre els seus alumnes a l'escriptora i poetessa Meritxell Sales. Va ser presidenta del PEN Català (2001-2010).
Va tenir cura de l'antologia Deu poetes d'ara (1996) i de les miscel·lànies Josep Carner, vint-i-cinc anys després (1995) i Gabriel Ferrater, 'in memoriam' (2001). A més, col·laborà en diversos volums col·lectius de literatura i teoria literària, i va exercir la crítica literària a les seccions "Línia d'ombra" i "Cercle de guix" del "Quadern" del diari El País (1987-1990).

## Premis rebuts
- Literatura Catalana de la Generalitat de Catalunya de recerca sobre literatura catalana per La construcció del sentit (1987)
- Crítica Serra d'Or d'assaig per La construcció del sentit (1987)
- Josep Vallverdú d'assaig per Virtuts textuals (1990)

## Obra publicada
- La poesia de Rafael Masó (1980)
- La construcció del sentit (1986)
- Virtuts textuals. Una tipologia de la paraula poètica (1991)
- Accions i intencions. Estratègies de lectura i assaigs de poètica (2011)
- Aprendre de la lletra. La construcció del sentit seguida de noves lectures (2012)